# Костел святого Станіслава єпископа (Журів)
Костел святого Станіслава єпископа-мученика — втрачена культова споруда в колись містечку, (тепер селі) Журів, Рогатинської міської громади, Івано-Франківського району, Івано-Франківської області.

## Історія
Перед 1568 роком у Журові була заснована латинська парохія, та закладено латинський костел святого Станіслава єпископа-мученика, Львівської архідієцезії РКЦ.
У 1598 році дерев'яний костел у Журові став відомим через євхаристійне чудо, що трапилося під час Богослужіння. Відтоді люди з навколишніх сіл стали часто сюди навідуватися.
Після пожежі у 1621 році костел відновлено за кошти Миколи Даниловича, а саме був збудований мурований храм, який посвятили Найсвятішій Богородиці — Журівській. Протягом XVII — XVIII ст. споруда кілька разів страждала від пожеж, тому перебудовувалася в різних стилях (готика, ренесанс). 1885 року костел учергове згорів, але чудотворна ікона, яку винесли з вогню, була чудом врятована. Відбудований костел до 1935 року виконував роль локального санктуарію Богородиці-Журівської — це було відпустове місце, яке відвідували вірні як римо-католики, так греко-католики (католики візантійського обряду), та православні. Магнат Микола Данилович прикрасив чудотворний образ Пречистої Діви Марії срібними ризами та коронами. Ікона славилася численними чудами й ласками, була прикрашена 213 вотами — дарами за зцілення. Під час монголо-татарської навали люди винесли образ на мур. Стріли ворогів перестали долітати, обложені врятувалися.
У польському віснику за 1925 рік збереглася стаття про чуда за посередництвом образу Пресвятої Богородиці-Журівської. Зокрема, багато ласк зазнав на собі місцевий римо-католицький священник Вінцент Бонковський. У статті описано випадок, коли жінка, на ім'я Мар'яна Дашкевичова прибігла до костелу з помираючою дитиною. Вона благала священника про допомогу. Отець побачивши безнадійність ситуації, адже дитина не подавала ознак життя, порадив матері вклякнути під головним вівтарем і віддати себе з дитиною в опіку Пресвятої Богородиці. Згорьована матір так і зробила. Враз дитина почала дихати й заплакала.
Напередодні Першої світової війни при костелі було засноване згромадження сестер домініканок. У 1938 році у згромадження було лише три черниці.
У костелі було два вівтарі, один з яких відведено для богослужінь греко-католиків (католиків візантійського обряду) з причини нищення місцевої церкви пожежею. Даний факт свідчить про мирне співжиття мешканців містечка, адже воно було багатоетнічним  та поліконфесійним (у ньому проживали поляки, українці (русини), євреї).
Доля костелу — трагічна: з приходом радянської влади — влади тотального нищення пам'яток і традицій, Журівський костел було зруйновано, майно пограбовано, а поховання місцевих магнатів-фундаторів костелу Констанції Данилович (в народі білої пані) та ін., які були поховані у крипті храму — сплюндровано. 
ЦЕГЛУ ЗІ ЗРУЙНОВАНОЇ СВЯТИНІ ВИКОРИСТАНО ДЛЯ РЕМОНТУ МІСЦЕВИХ ДОРІГ. 